# 贝拉四世
贝拉四世（匈牙利语：IV.Béla，1206年—1270年5月3日），匈牙利阿尔帕德王朝国王（1235年－1270年在位）。安德烈二世與他的第一任妻子格特魯德所生的長子。他是蒙古入侵匈牙利時的匈牙利國王。
贝拉四世试图挽回其父颁布的黄金诏书给王室带来的损失，1235年企图废止把王室领地分封给大贵族的做法，以制止封建割据的发展。1220-1230年代被蒙古滅國的庫曼人大量逃入匈牙利王國尋求庇護，貝拉允許了他們在匈牙利居留。1241年正在东欧進行西征的蒙古帝国分兵进攻波兰和匈牙利，一方面在莱格尼察战役击败波兰王國联军，另一方面於蒂萨河之战大败匈牙利军队，侵入匈牙利本土，蒙古軍很快攻占了布達，使布達的佩斯地区遭到蒙古人的洗劫。贝拉四世逃到奥地利大公國卻被奧地利大公軟禁勒索，然而蒙古人的兵锋很快又抵达奥國都城维也纳附近，其後又逃亡达尔马提亚。只是由于遠在東方的蒙古大汗窝阔台去世，蒙古侵略者在1242年便全部撤离匈牙利。贝拉四世设法恢复国家在战争中遭受重创的经济与军事能力（建设城市与城堡）。
1243年至1244年，贝拉四世为争夺达尔马提亚的几座城市与威尼斯共和國作战。他还在1253年和1260年为争夺奥地利和施蒂里亚而与波希米亚国王普热米斯尔·奥托卡二世进行过两次战争（均告失败）。加利奇公爵丹尼尔·罗曼诺维奇在雅罗斯拉夫尔战役中打败匈牙利大贵族的军队后（1245年），贝拉四世与他长期结盟。
另外值得一提的是，貝拉的配偶是瑪麗亞·拉斯卡里娜，她是一位拜占庭公主。他們兩人的後裔後來跟歐洲各王室通婚，使得現存所有歐洲君王都具有拜占庭血統。
| 贝拉四世 阿爾帕德王朝出生于：1206逝世於：1270 | 贝拉四世 阿爾帕德王朝出生于：1206逝世於：1270 | 贝拉四世 阿爾帕德王朝出生于：1206逝世於：1270 |
| 統治者頭銜                                    | 統治者頭銜                                    | 統治者頭銜                                    |
| --------------------------------------------- | --------------------------------------------- | --------------------------------------------- |
| 前任者： 安德烈二世                           | 匈牙利國王 1235–1270                          | 繼任者： 伊什特萬五世                         |